# Мюлленгоф, Карл Виктор
Карл Виктор Мюлленгоф (нем. Karl Viktor Müllenhoff; 8 сентября 1818, Марне — 19 февраля 1884, Берлин) — германист, профессор немецкого языка и древностей в Киле, затем в Берлине.

## Главные труды
- «Sagen, Märchen und Lieder der Herzogtümer Schleswig-Holstein und Lauenburg» (Киль, 1855 год)
- «Zur Geschichte der Nibelunge Not» (Брауншвейг, 1855)
- «Altdeutsche Sprachproben» (Берлин, 1864; 4 изд., 1885)
- «Germania antiqua» (разъяснение «Germania» Тацита, Берлин, 1873)

и в особенности «Deutsche Altertumskunde» (Берлин, 1870—1891, в 5-ти томах).
Он руководил также изданием «Das deutsche Heldenbuch» (Берлин, 1866—1870), для которого сам обработал «Laurin» (отд. напеч. Берлин, 1871 год).